# Walter Allen
Walter Ernest Allen (23 de febrero de 1911-28 de febrero de 1995) fue un novelista, poeta y crítico literario inglés. Es principalmente conocido por su ensayo clásico The English Novel: a Short Critical History (1954).

## Biografía
Nació en Aston, Birmingham; más tarde plasmó sus raíces como perteneciente a la clase obrera en All in a my LifeTime (1959), considerada por muchos críticos como su mejor novela. Asistió a la King Edward's Grammar School y a la Universidad de Birmingham, de la cual se graduó en 1932; sus amigos de la universidad incluyen a Henry Reed y a Louis MacNeice.
Impartió clases y desempeñó varios cargos académicos temporales; también trabajó como periodista, siendo al mismo tiempo editor pare el periódico New Statesman y locutor. En 1967 comenzó a trabajar como profesor de literatura inglesa en la Universidad del Ulster.
Trabajó como editor de las obras de George Gissing. Escribió algunos poemas, que aparecieron en las publicaciones de John Lehmann durante la década de 1940. Dejó varias obras escritas en forma de manuscrito. Falleció en Londres en 1995, pocos días después de haber cumplido 84 años de edad.

## Obras
- Innocence is Drowned (1938) novela
- Blind Man's Ditch (1939) novela
- Living Space (1940) novela
- The Black Country (1946) novela
- Rogue Elephant (1946) novela
- Arnold Bennett (1948) crítica
- Writers on Writing (1948) editor
- Reading a Novel (1949)
- Dead Man Over All (1950) novela
- Joyce Cary (1953) crítica
- The English Novel; a Short Critical History (1954)
- The Novel Today (1955)
- Six Great Novelists (1955)
- All in a Lifetime (1959) novela
- George Eliot (1964) crítica
- Tradition and Dream: The English and American Novel from the Twenties to Our Time (1964)
- As I Walked Down New Grub Street (1981) autobiografía
- The Short Story in English (1981)
- Get Out Early (1986)
- Accosting Profiles (1989)